# بیتریکس کمبل
ماری لوریمر بیتریکس کمبل (انگلیسی: Mary Lorimer Beatrix Campbell؛ ‏تلفظ نام‌خانوادگی: ‎/ˈkæmbəl/‎؛ ‏ زادهٔ ۳ فوریه ۱۹۴۷) یک نویسنده و فعال مدنی اهل انگلستان است که از اوایل دهه ۱۹۷۰ میلادی بدین سو برای نشریه‌های متعددی نوشته‌است. کتاب‌های وی شامل ملاقات دوباره ویگان پی‌یر (۱۹۸۴ میلادی)، گولیات: مکان‌های خطرناک بریتانیا (۱۹۹۳) و دیانا، شاه دخت ویلز: سیاست جنسی چگونه سلطنت را لرزاند (۱۹۹۸ میلادی). وی فیلم‌های نیز ساخته‌است، از جمله به کودکان گوش دهید (۱۹۹۰ میلادی) که یک فیلم مستند در مورد کودک آزاری است.

## اوان زندگی
کمبل در شهر کارلایل، کامبرلند در انگلستان به دنیا آمد. او تعلیمات خود را در مدرسه متوسطه مدرن هارابی و دبیرستان دخترانه کارلایل و شهرستان (مدرسه دستور زبان) و از سال ۲۰۰۸ میلادی به بعد در آکادمی مرکزی ریچارد روز کسب کرد. والدین او، جیم و کترین بارنیس، اعضای حزب کمونیست بودند. او دو برادر/خواهر کوچک‌تر داشت.

## زندگی شخصی
بیتریکس بارنیس پس از ازدواج با بابی کمبل که قبلاً در گلاسگو یک تعمیرکار کشتی و نوازنده فیدل بود و همچنین در رنسانس سیاست رادیکال و موسیقی در اوایل دهه ۱۹۶۰ میلادی در اسکاتلند نقش داشت، نام خانوادگی خود را به کمبل تغییر داد. آن‌ها در اواخر سال ۱۹۶۶ میلادی در شهر لندن باهم آشنا شدند و در یک خانه مشترک در منطقه تاور هملتس زندگی می‌کردند. آن‌ها در سال ۱۹۷۸ میلادی از هم طلاق گرفتند، اما تا زمان مرگ بابی در ۱۹۹۸ میلادی، باهم دوست‌های نزدیک بودند. بابی او را تشویق کرد تا شغلی در بخش خبرنگاری بی‌آبد و او در روزنامه مارنینگ استار که قبلاً معروف به دیلی ورکر بود و بابی در آنجا به عنوان گزارش‌گر بخش بوکس کار می‌کرد، به او پیوست. او در نخست به عنوان ویراستار انتشار و بعدتر به عنوان گزارش‌گر کار نمود. او در ۱۹۷۰ میلادی عمیقاً به جنبش آزادی‌بخش زنان متعهد شد و از آن زمان به بعد به مسائل مرتبط با مردان و زنان می‌پرداخت. او که در ۲۳ سالگی به همجنس‌گرا بودن خود پی‌برد، طبق بیانیه خودش، بدون هیچ فکری با یک زن ازدواج کرد تا میان «مشارکت مدنی» و «ازدواج» تمایز قایل شود.

## زندگی کاری و سیاسی
زمانی که کمبل در ۱۹۶۱ میلادی در راهپیمایی پیکار برای خلع سلاح هسته‌ای از الدرمستون تا لندن که اعتراضی در مقابل سلاح هسته‌ای بود، شرکت کرد. تنها چهارده سال داشت و همچنین در حالی که هنوز نوجوان بود، به حزب کمونیست پیوست. در آن زمان این حزب پیرامون موضع خود نسبت به ارتباط با اتحاد جماهیر شوروی، دچار اختلاف نظر شدید بود. او عضو جناح ضد-استالین این حزب بوده و با تهاجم شوروی به چکسلواکی در ۱۹۶۸ میلادی مخالفت کرد. او و بابی کمبل در لندن به یک گروه دیگر اندیش در درون حزب کمونیستی که توسط استاد دانشگاه، بیل وارین تأسیس شده بود و استالین‌گرایی و سیاست اقتصادی حزب را نقد می‌کرد، پیوستند.
از اوایل دهه ۱۹۷۰ میلادی، فعالیت کمبل در حزب کمونسیت به‌طور فزاینده‌ای همانند فعالیت یک فمینیست بود: از این منظر، او پایه‌های اساسی حزب کمونیست، شامل روی‌کرد سیاسی آن برای سازمان‌دهی در میان زنان و استراتژی کلی آن را به چالش کشید. جیوب اندروز، نظریات او را در کتاب خود تحت عنوان بازی آخر و نیوتایمز: سال‌های آخر کمونیسم بریتانیایی ۱۹۶۴–۱۹۹۱‏ می‌نویسد که فمینیسم حالا «به یک اولویت مبدل شده‌است، نه پایین‌تر از یک هدف والاتر دیگر. این امر یکی از بخش مهم برای تعریف مجدد سوسیالیسم بود». کمبل یکی از گروه خبرنگاران در روزنامه مارنینگ استار بود که در اوایل دهه ۱۹۷۰ میلادی دبیر آن روزنامه را به چالش کشیدند تا گزارش‌های انحصاری روزنامه از حزب کمونیست و جنبش اتحادیه تجارتی را بشکند و گفتمانی را در مورد جنبش‌های اجتماعی در حال ظهور جدید باز نماید. پس از انتصاب تونی چاتر به عنوان دبیر روزنامه در ۱۹۷۶ میلادی، کمبل برای اصلاح آنچه روزنامه استار از دست داده بود، ناتوان شد و در نتیجه استعفا داد. به ژورنال مارکسیستم تودی که مربوط به حزب نیو تایمز گرامشی بود، ملحق شد.
کمبل در اواخر دهه ۱۹۷۰ میلادی به‌طور اساسی با روزنامه تایم اوت کار می‌کرد، اما کارکنان این روزنامه در ۱۹۸۱ میلادی به‌خاطر پرداخت برابر برای تمامی کارمندان و برای حق مشاوره با کارکنان در مورد سرمایه‌گذاری‌های بزرگ، دست به اعتصاب کاری زده بودند. در نهایت، او و اکثریت کارکنان روزنامه تایم اوت را ترک نموده و یک مجله مشترک در لندن را به‌نام سیتی لیمیتس راه اندازی نمودند.
ظهور جنبش آزادی‌بخش زنان، زندگی کمبل را تغییر داد. او همراه با میرس، گروه جنبش آزادی‌بخش زنان را در استراتفوردا، شرق لندن تأسیس کردند و در ۱۹۷۲ میلادی عضو گروهی از زنان حزب کمونیست بود که ژورنال رید رَگ را تأسیس نمودند. این روزنامه بی‌درنگ خود را برای پذیرفتن تمامی زنان از هر جنبشی باز نمود و خود را تنها یک ژورنال مارکسیست نه بلکه یک «ژورنال فمینیست» توصیف نموده و فمینیسم را به عنوان «جنبش سیاسی که در نتیجه واکنش زنان به ستم‌های خود شان ظهور می‌کند» تعریف کرد. زمانی که حزب کمونیست، ژورنال رید رَگ را ممنوع اعلام کرد، پاسخ دسته جمعی دبیران ژورنال این بود، «این روزنامه از شما نیست که آن را ممنوع کنید» و ژورنال به شکوفایی خود برای مدت ده سال ادامه داد.
نوشته‌های کمبل در دهه ۱۹۸۰ میلادی متمرکز بر تغییر دادن بریتانیا از طریق تاچرگرایی بود. او یک سفر شش‌ماهه در سراسر انگلستان را آغاز نموده و یک نقد مجادله‌آمیز از کتاب جرج اورول به‌نام جاده‌ای به سوی اسکله ویگان (۱۹۳۷ میلادی) و آنچه را که او نزدیکی به سوسیالیسم تبعیض جنسی می‌پنداشت، نوشت. او روی طرز دید حزب محافظه کار نسبت به زنان تحقیق کرد. وی همچنین با ظهور استقلال طلبی شهری رادیکال، به‌ویژه در لندن تحت رهبری کن لیوینگستون از حزب کارگر، از نظر سیاسی و از نظر شغلی رابطه پیدا کرد.
در ۱۹۹۸ میلادی، کمبل از گزارش شورای شهری نیوکاسل مبنی بر اتهام‌های کودک آزاری در مهدکودک شیلدفیلد در این شهر در ۱۹۹۳ میلادی، گزارشی منتشر کرد. او ادعا کرد که بررسی شورا «قاطع» بوده و به «شواهد قانع کننده‌ای مبنی بر سوءاستفاده جنسی و آزار حدود ۳۵۰ کودک» دست یافته بود. متجاوزهای متهم شده، کارگران مهدکودک به‌نام‌های دان ریید و کرستوفر لیلی بودند که قبلاً از چندین اتهام در محکمه‌های کیفری در ۱۹۹۴ میلادی تبرئه شده بودند. متعاقب این رویدادها، آن‌ها توانستند با موفقیت، شورا و «تیم مستقل بررسی» که این گزارش را تهیه کرده بود و روزنامه محلی ایونینگ کرونیکل را به اتهام تهمت به محکمه بکشانند. در این پرونده، قاضی یک مورد «بسیار نادر» از «سوء نیت» از جانب تیم مستقل بررسی را یافت، چون «این تیم در گزارش خود تعدادی از ادعاهای اساسی را گنجاندند که آن‌ها باید می‌دانستند نادرست است و این ادعا را نمی‌توان بر مبنای بی‌لیاقتی یا تنها بی‌توجهی تشریح کرد» و در نتیجه قاضی مبلغ ۲۰۰٬۰۰۰ پوند برای حداکثر آسیب رسانده شده به هر کدام از متهمین، رید و لیلی، اعطاء کرد. یکی از افراد عضو این تیم بررسی مستقل، از همکاران نزدیک کمبل به‌نام جودیت جونز بود. کمبل همچنین در مورد اتهامات حالا رد شده در رسوایی آزار جنسی کودکان در کلیولند و همچنین در مورد اتهامات مشابه در ناتنگهام نوشت. کمبل در ۹ فوریه ۱۹۹۱، همراه با معاون خدمات اجتماعی ناتنگهام شایر به‌نام اندی کراول و برخی دیگر افراد در برنامه تلویزیونی پس از تاریکی (After Dark) ظاهر شد.